# (4492) Debussy
(4492) Debussy est un astéroïde de la ceinture principale.

## Description
(4492) Debussy est un astéroïde de la ceinture principale. Il fut découvert par Eric Walter Elst le 17 septembre 1988 à l'observatoire de Haute-Provence. Il présente une orbite caractérisée par un demi-grand axe de 2,76 UA, une excentricité de 0,18 et une inclinaison de 8,02° par rapport à l'écliptique.
Il fut nommé en hommage à Claude Debussy, compositeur français.

## Compléments